# Broderick Crawford
William Broderick Crawford (ur. 9 grudnia 1911 w Filadelfii, stan Pensylwania, zm. 26 kwietnia 1986 w Rancho Mirage, stan Kalifornia) – amerykański aktor charakterystyczny.
Laureat Oscara dla najlepszego aktora pierwszoplanowego i Złotego Globu dla najlepszego aktora w filmie dramatycznym za rolę Williego Starka dramacie politycznym Roberta Rossena Gubernator (1949).
8 lutego 1960 otrzymał dwie własne gwiazdy w Alei Gwiazd w Los Angeles znajdujące się przy 6901 (film) i 6734 Hollywood Boulevard (telewizja).
Występował na Broadwayu w przedstawieniach: Point Valaine Noëla Cowarda (1935) w roli George’a Foxa, Słodka tajemnica życia (1935) jako Boop Oglethorpe i Myszy i ludzie Johna Steinbecka (1937) w roli Lenniego.

## Filmografia

### Filmy
- 1939: Braterstwo krwi jako Hank Miller
- 1939: Na zawsze twój jako Don Burns
- 1940: Siedmiu grzeszników jako Mały Ned
- 1940: Czarny kot jako Hubert A. Gilmore „Gil” Smith
- 1949: Gubernator jako Willie Stark
- 1950: Urodzeni wczoraj jako Harry Brock
- 1952: Samotna gwiazda jako Thomas Craden
- 1954: Ciemne sprawki jako Charles Leatherby
- 1955: Niebieski ptak jako Augusto
- 1960: La Vendetta di Ercole jako Król Eurystheus
- 1972: Kandydat jako Jarmon jako narrator (głos, niewymieniony w czołówce)
- 1976: Mayday w stratosferze jako oficer Sam Riese
- 1979: Mały romans jako Broderick „Brod” Crawford

### Seriale
- 1964: Prawo Burke’a jako Hamilton Talbert / Carlos Varga / kapral Tristram / Milhew Court
- 1964: Rawhide jako skazaniec Jud Hammerklein
- 1969: Ironside jako Jack Stuart
- 1972: Banaczek jako Gilbert Deretzo